# きみしかいない
「きみしかいない」は、バンド『たま』の5thシングルである。3rdアルバム『きゃべつ』と同時発売。オリコンチャート最高40位。

## 収録曲
1. きみしかいない
作詞・リードボーカル：知久寿焼、作曲：たま
タイトル曲。一見ラブソングにも取れるが、ここでの「きみ」は自分のことを言っている[2]。歌い終わってフェイドアウトまでが短い。
2. 魚
作詞・リードボーカル：石川浩司、作曲：たま
カップリング曲。タイトルは「うお」と読む。

## 収録アルバム
きみしかいない
- きゃべつ
- まちあわせ

魚
- きゃべつ